# روبرت كوليت
روبرت كوليت (بالنرويجية: Robert Collett)‏ هو عالم أحياء بحرية وعالم نبات نرويجي، ولد في 2 ديسمبر 1842 في كريستيانية في النرويج، وتوفي بنفس المكان في 27 يناير 1913.